# Iglesia de los Dominicos (Vilna)
La iglesia del Espíritu Santo (en lituano: Šv. Dvasios bažnyčia; en polaco: Kościół Świętego Ducha w Wilnie), también conocida como iglesia de los Dominicos, es un edificio religioso católico que se localiza en Vilna, Lituania. Coronada por una cúpula, destaca en el panorama del casco antiguo y se puede ver desde las calles circundantes.

## Historia
Se cree que ya en la época de Gediminas había una pequeña iglesia (probablemente de madera). Hacia 1408, Vitautas construyó la iglesia gótica del Espíritu Santo, que luego fue ampliada. En 1501, el rey Alejandro I Jagellón la entregó al monasterio dominico, el más antiguo de Lituania. Todo el complejo fue destruido por un incendio en 1610, reconstruido en estilo barroco, pero se quemó de nuevo en 1655. Entre 1679 y 1688 fue ampliado y reconstruido. De ese período sobrevivieron los muros de la iglesia; la decoración interior se creó en 1749-70, la cúpula se reconstruyó en 1752-60. 
En 1844, las autoridades zaristas cerraron el monasterio y la iglesia se convirtió en parroquia. En 1807, las autoridades zaristas convirtieron el monasterio vecino en prisión. Allí estuvieron encarcelados muchos patriotas polacos y lituanos, los filaretos, que participaron en los levantamientos de noviembre de 1831 y de enero de 1863. Hoy en día, los edificios del monasterio permanecen en gran parte devastados.
Después de la Segunda Guerra Mundial, la iglesia se convirtió en la iglesia principal de la comunidad polaca de Vilna.

## Arquitectura
La iglesia se encuentra de lado a la calle y no tiene una fachada principal claramente diseñada. Su altura con la cúpula es de 51 m. La parte inferior de la fachada (con pequeñas torres gemelas) está cubierta por edificios del monasterio. El exterior tiene características del barroco alto y tardío.   
Famoso por su alegre ornamentación rococó, el interior de la iglesia es uno de los más valiosos de Lituania. Lo anuncian los cartuchos del portal con escudos de armas y los frescos en el corredor de estilo monástico que conduce a la iglesia. Hay 16 altares en la iglesia, que con el púlpito, están profusamente decorados con esculturas redondas y en relieve y ornamentación. La iglesia también tiene muchos frescos barrocos. En la cúpula hay una composición neobarroca de múltiples figuras del Apoteosis del Espíritu Santo (siglo XIX). En la iglesia se conservan 45 pinturas, entre las que destacan una imagen de Santa Bárbara con un entorno del siglo XVII o XVIII, una Santa Catalina de Siena de estilo rococó de Szymon Czechowicz o un retrato de Alejandro I Jagellón de un artista desconocido de la segunda mitad del siglo XVII.  

## Galería

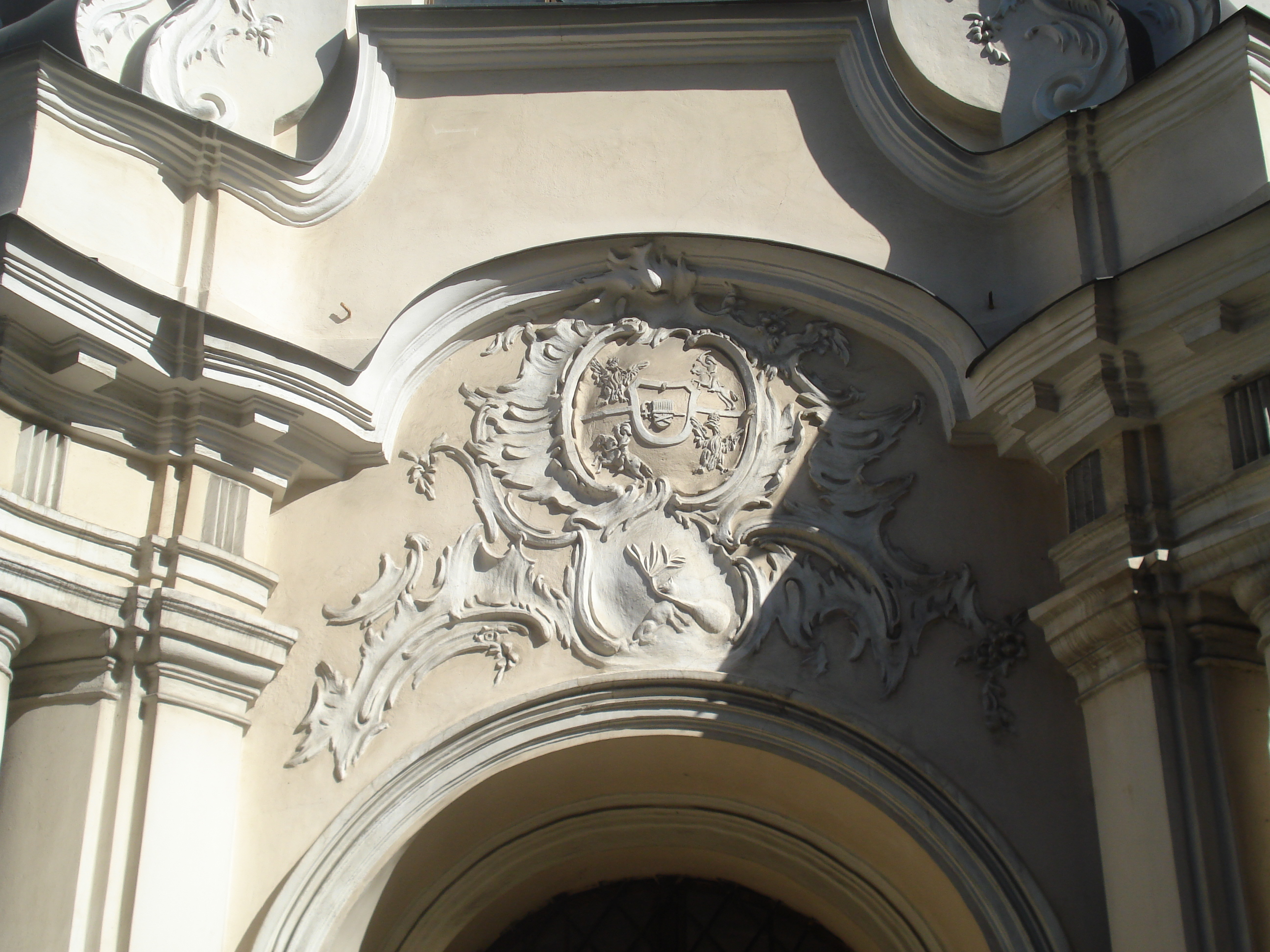
Detalle de la fachada
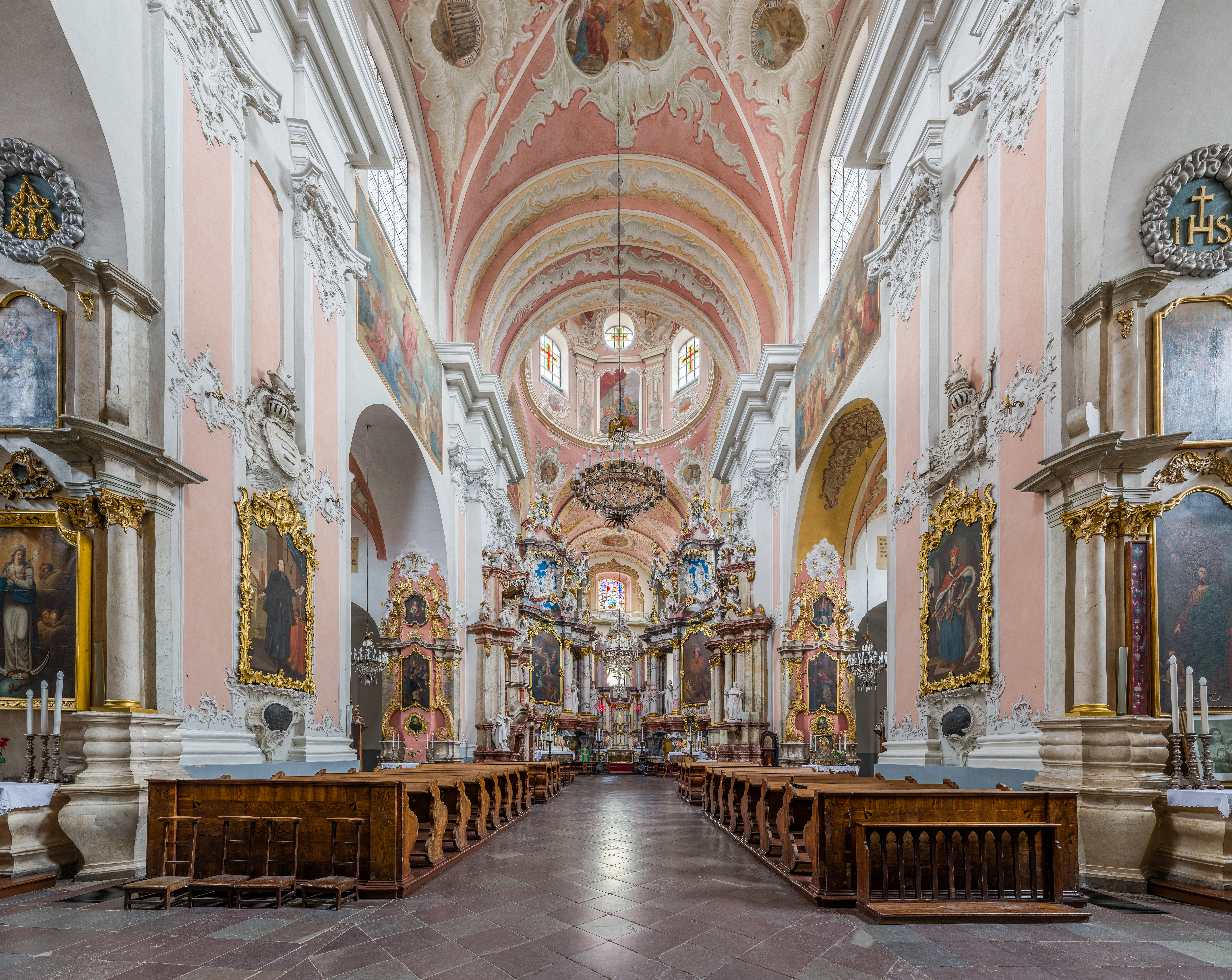
Interior de la iglesia
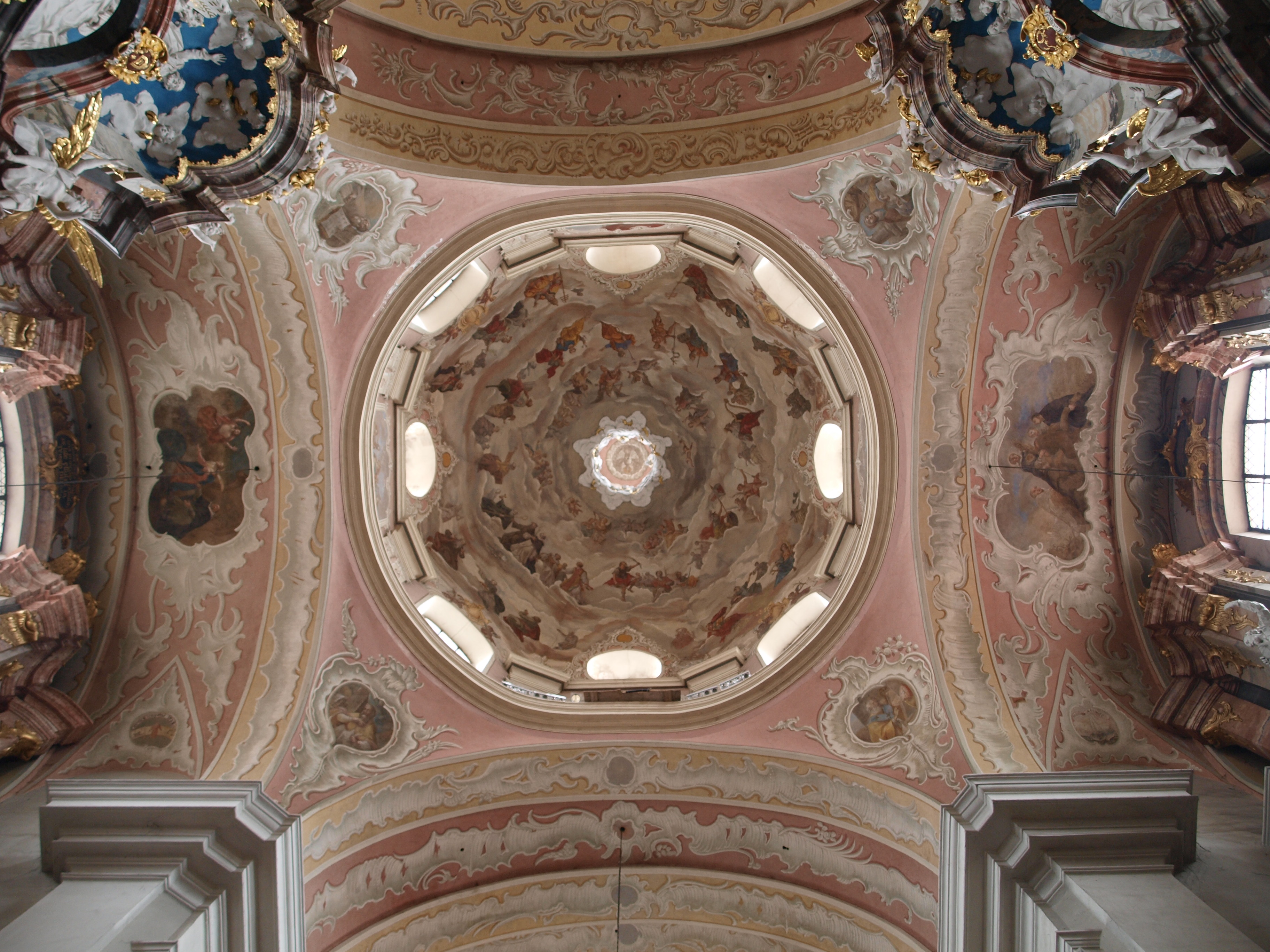
Frescos de la cúpula
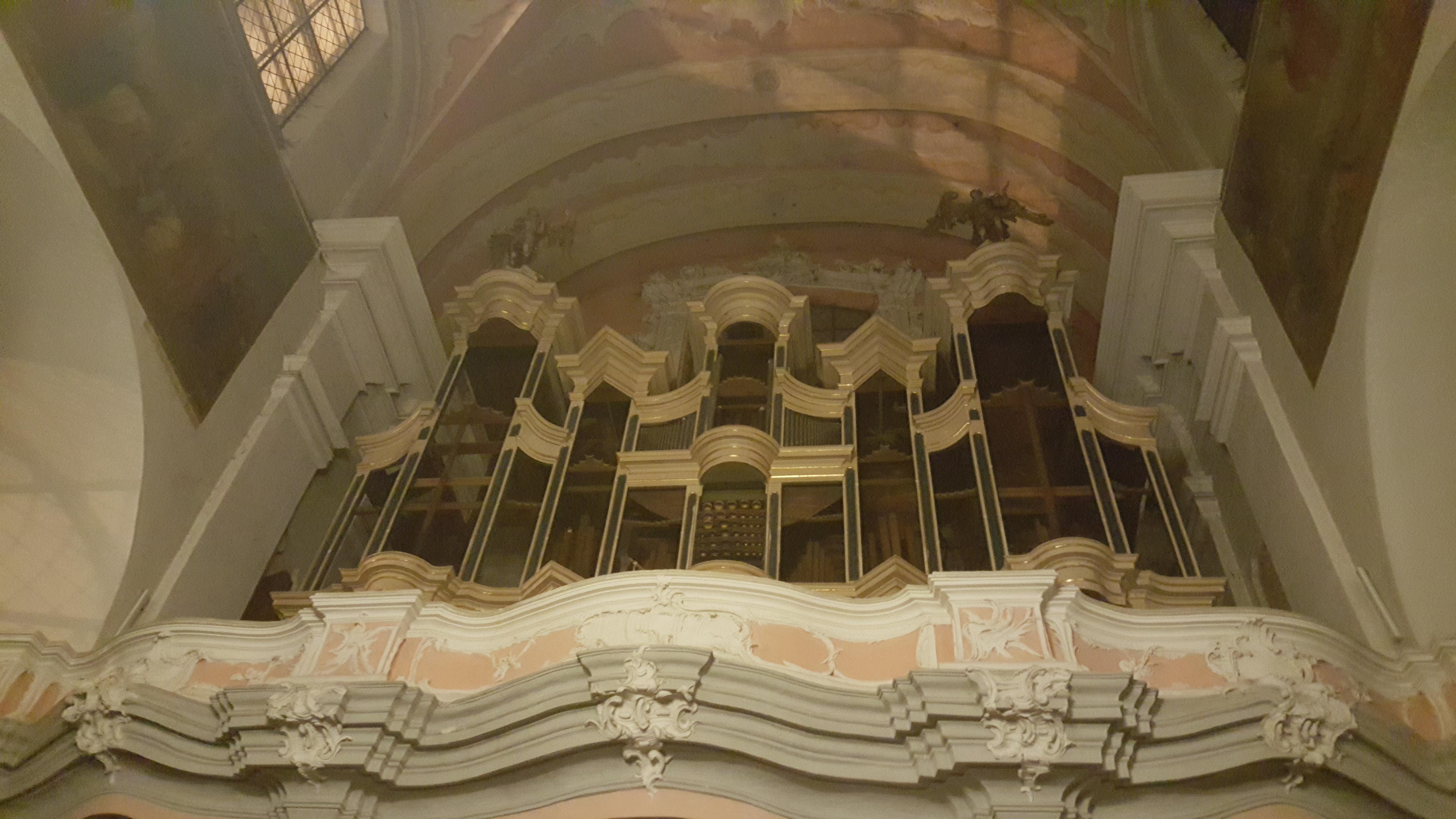
Órgano